# Mazères, Ariège

Mazères este o comună în departamentul Ariège din sudul Franței. În 1 ianuarie 2022 avea o populație de 3.866 de locuitori.